# Музей Вікентія Хвойки
Музей Вікентія Хвойки — єдиний в Україні музей, присвячений досягненням українського археолога і дослідника Вікентія Хвойки (1850-1914); розташований в с. Халеп'я Обухівського району Київської області, є відділенням Київського обласного археологічного музею.

## Історія

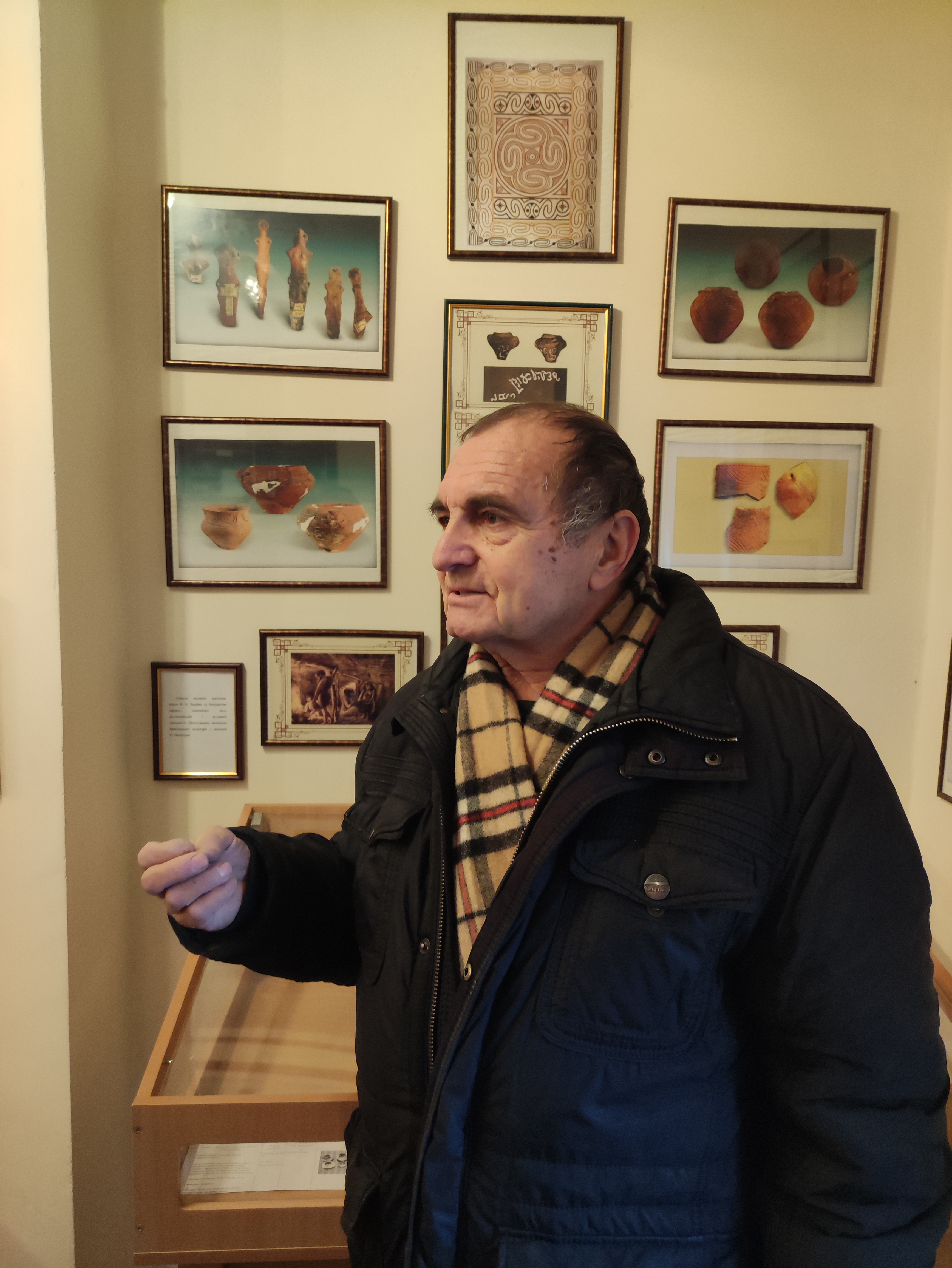
Старший науковий співробітник Василь Трубай проводить екскурсію в музеї, грудень 2022

Музей відкрито 21 лютого 2009 року, в день народження Хвойки, у  відреставрованому будинку сільської школи, побудованому у 1883 році, де дослідник мешкав та викладав грамоту у 1896-1898 роках. У селі Халеп'я дослідник провів перші розкопки трипільської культури.
В музеї працює старший науковий співробітник Василь Трубай (Карасьов).

## Експозиція
Експозиція музею розміщена у двох залах і присвячена життю і роботі археолога. У першому — представлені реконструкції виду найвизначніших розкопок археолога: палеолітичної стоянки, трипільської та черняхівської культури, історичного центру м. Києва; світлини малюнків та записів з польового щоденника Хвойки. У другому — оригінальні документи та видання, пов'язані з музейною діяльністю дослідника у Київському міському музеї, та реконструкція з автентичних меблів робочого кабінету Вікентія Хвойки у міському музеї, де він працював на посаді зберігача від часу його створення у 1899 році до своєї смерті.
У червні 2021 року громадська спілка «Народний музей України» передала музею декілька виробів трипільського гончарства та трипільські нитки, яким 5140 років.

## Діяльність
19 лютого 2010 року до 160-ї річниці з дня народження Вікентія Хвойки в музеї була проведена науково-практична конференція, присвячена науковій діяльності археолога і дослідника. 

## Вшанування
На фасаді будівлі музею встановлена меморіальна таблиця на згадку про вченого.